# Jeremy Bentham
Jeremy Bentham (født 15. februar 1748 i London, død 6. juni 1832 i London) var en engelsk filosof.
Bentham er kendt som grundlæggeren af den konsekvensetiske filosofiske retning utilitarismen. Bentham mente vi skal maksimere lykken og minimere lidelsen så meget som muligt.
Bentham var også en tidlig forkæmper for dyrerettigheder, kvindes, børns og homoseksuelles rettigheder. Jeremy Bentham var vegetar. Efter sin død lod Bentham sig udstoppe.

## Værker
- Bentham har bl.a. skrevet disse værker:[6]
- Fragment on Government (1776)
- En indføring i principperne for moral og lovgivning (1780)
- Panopticon (1791)
- Discourse on Civil and Penal Legislation (1802)
- Punishments and Rewards (1811)
- Parliamentary Reform Catechism (1817)
- A Treatise on Judicial Evidence (1825)